# Eddie Delahoussaye
Edward J. Delahoussaye, född 21 september 1951, är en amerikansk före detta jockey från New Iberia, Louisiana.

## Karriär
Delahoussaye började sin karriär 1968 och blev tio år senare amerikansk jockeychampion med 384 segrar. Han har vunnit Kentucky Derby två år i rad med Gato Del Sol 1982 och Sunny's Halo 1983, efter att ha slutat tvåa i 1981 års Derby.
Förutom segrarna i Kentucky Derby har han vunnit Preakness Stakes (1988) och Belmont Stakes (1988, 1992) samt sju Breeders' Cup-löp.
Eddie Delahoussaye tilldelades George Woolf Memorial Jockey Award 1981. Han valdes in i Fair Grounds Racing Hall of Fame 1991 och i National Museum of Racing och Hall of Fame 1993.
Han pensionerade sig som jockey i januari 2003 efter ett fall på Del Mar Racetrack.